# Chelsea Peretti
Chelsea Vanessa Peretti (Oakland, Estados Unidos; 20 de febrero de 1978) es una actriz, comediante y escritora estadounidense conocida principalmente por interpretar a Gina Linetti en la serie de comedia de NBC, Brooklyn Nine-Nine.

## Biografía
Peretti nació y creció en Oakland, California. Es hija de padre italo-estadounidense y de madre judía. Tiene dos hermanos y una hermana. Su hermano mayor es el empresario de internet Jonah Peretti, fundador de BuzzFeed y cofundador de The Huffington Post.
Asistió a la Escuela Preparatoria Universitaria en Oakland. Luego se mudó a la ciudad de Nueva York en 1996 para asistir a la Universidad de Barnard, donde se graduó en el año 2000. Coincidió en la escuela primaria con Andy Samberg y en la secundaria con el joven comediante Moshe Kasher.

## Carrera profesional

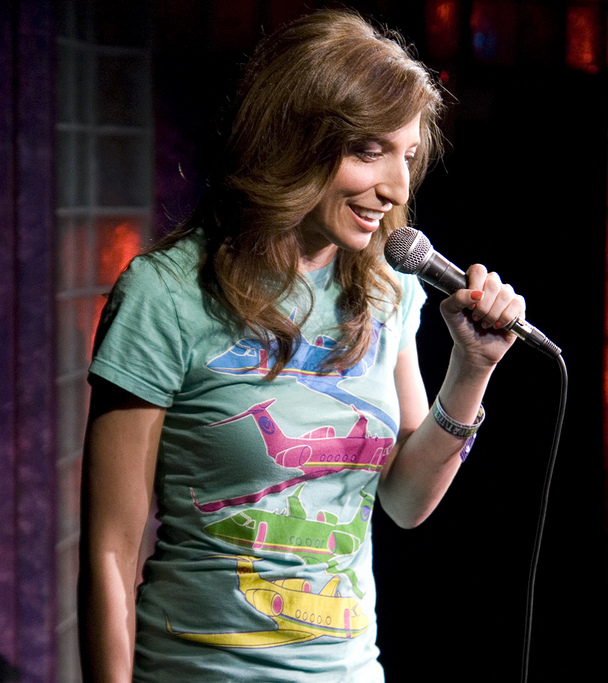
Chelsea Peretti en el Festival de Comedia SXSW de 2010

### Escritora
Chelsea ha escrito para The Village Voice, Details, Playgirl, Jest, Revista de Teatro Americano, así como publicaciones en línea como The Huffington Post.

### Televisión
Después de mudarse a Los Ángeles, Chelsea hizo apariciones en programas como Louie, The Sarah Silverman Program, TruTV Presents: World's Dumbest..., y Tosh.0. Apareció también como invitada en un episodio de Lopez Tonight entrevistando a ciudadanos locales sobre Prop 8.
Chelsea Peretti ha escrito seis episodios del show de televisión Parks and Recreation entre 2011 y 2012.
Apareció en el show del Channel 4 del Reino Unido Big Fat Quiz of Everything.[cita requerida]. Actuó como invitada en la serie de Comedy Central Kroll Show como Farley.[cita requerida]
Entre 2013 y 2019 tuvo un papel principal en la comedia policiaca de NBC Brooklyn Nine-Nine, encarnando a la administradora Gina Linetti. Peretti anunció su salida de la serie por Twitter en octubre de 2018, apareciendo por última vez en el episodio "Return of the King", emitido el 2 de mayo de 2019.

### Otros ámbitos
Mientras vivía en Nueva York hizo cortometrajes con Variety SHAC, un grupo de comedia formado en 2004 junto con Andrea Rosen, Heather Lawless, y Shonali Bhowmik.
Ha intervenido en diversos podcasts, incluyendo Doug Loves Movies, How Did This Get Made?, You Made it Weird with Pete Holmes, The Todd Glass Show, The Lavender Hour, The Bone Zone whit Brendon Walsh and Tandy Liedtke, y Comedy Bang! Bang!. En octubre de 2012 estrenó su propio podcast, Call Chelsea Peretti.
En julio de 2010 escribió en la revista Variety «Ten Comics to Watch in 2010».  La revista Paste incluyó su cuenta de Twitter en el puesto 75 de la lista "Las mejores 75 cuentas de Twitter de 2014" .

## Vida personal
Chelsea Peretti inició una relación con el actor y director Jordan Peele en marzo de 2013,  y se comprometieron en noviembre de 2015. El 26 de abril de 2016, Chelsea anunció en Instagram que se había fugado para casarse con Peele.
En febrero de 2017 anunció en Instagram que estaba embarazada de su primer hijo. Peretti dio a luz a un niño, Beaumont Gino, el 1 de julio de ese mismo año.

## Filmografía

### Películas
| Año  | Título                             | Papel                      | Dirección                               | Notas        |
| ---- | ---------------------------------- | -------------------------- | --------------------------------------- | ------------ |
| 2007 | Twisted Fortune                    | Rachel                     | Victor Varnado                          |              |
| 2011 | Guy Talk                           | Girl                       | Ryan Perez                              | Cortometraje |
| 2014 | Women Aren't Funny                 | Ella misma                 | Bonnie McFarlane                        | Documental   |
| 2016 | Popstar: Never Stop Never Stopping | Reportera morena de la CMZ | Akiva Schaffer y Jorma Taccone          |              |
| 2018 | Noche de juegos                    | Glenda                     | John Francis Daley y Jonathan Goldstein |              |
| 2019 | Friendsgiving                      | Claire                     | Nicol Paone                             |              |
| 2020 | The Photograph                     | TBA                        | Stella Meghie                           |              |
| TBA  | Spinster                           | Gaby                       | Andrea Dorfman                          | Protagonista |
| 2021 | Sing 2                             | Suki Lane                  | Garth Jennings                          |              |

### Televisión
| Año         | Título                                    | Cadena                     | Papel                         | Notas                                       |
| ----------- | ----------------------------------------- | -------------------------- | ----------------------------- | ------------------------------------------- |
| 2004        | Comedy Lab                                | Channel 4                  | La amiga de Eugene            | Personaje capitular                         |
| 2006        | Cheap Seats: Without Ron Parker           | ESPN                       | Shonda                        | Personaje capitular                         |
| 2009        | UCB Comedy Originals                      |                            | Ella misma                    | Programa de sketches                        |
| 2009        | Bobby Bottleservice                       |                            |                               | Guionista                                   |
| 2010        | Louie                                     | FX                         | Date                          | Personaje capitular                         |
| 2010        | Sarah Silverman                           | Comedy Central             | Becky                         | Personaje capitular y guionista             |
| 2010        | WTF with Marc Maron                       | Public Radio Exchange      |                               | Guionista                                   |
| 2011        | Comedy Central Presents                   | Comedy Central             |                               | Guionista                                   |
| 2012        | Parks and Recreation                      | NBC                        | Zelda                         | Personaje capitular y guionista.            |
| 2012        | The Couple                                |                            | Gigi                          | 2 episodios                                 |
| 2008 – 2013 | The Smoking Gun Presents: World's Dumbest | TruTV                      | Ella misma                    | Presentadora                                |
| 2011 – 2013 | Funny as Hell                             |                            |                               | Guionista                                   |
| 2013        | The Greatest Event in Television History  | Cartoon Network            | Jackie Rush                   | Personaje capitular                         |
| 2013        | High School USA!                          | FOX                        | Andrea Kunssler               | Personaje capitular, voz                    |
| 2013        | Saturday Night Live                       | NBC                        |                               | Guionista                                   |
| 2014        | Key & Peele                               | Comedy Central             | Art Show Presenter            | Personaje capitular                         |
| 2011 – 2015 | China, IL                                 | Cartoon Network            | Crystal Peppers / Kim Buckett | Voz                                         |
| 2013 – 2015 | Comedy Bang! Bang!                        | IFC                        | Delivery Woman / Trey Booth   | 2 episodios                                 |
| 2013 – 2015 | Kroll Show                                | Comedy Central             | Varios personajes             | Actriz, guionista y productora              |
| 2015        | Gravity Falls                             | Disney Channel / Disney XD | Darlene                       | Personaje capitular                         |
| 2015        | Brickleberry                              | Comedy Central             | Sharon                        | Personaje capitular, voz                    |
| 2015        | Drunk History                             | Comedy Central             | Ann Druyan                    | Personaje capitular                         |
| 2016        | The Big Fat Quiz of Everything            | Channel 4                  | Ella Misma                    |                                             |
| 2016        | Animals.                                  | HBO                        | Angela                        | Personaje capitular, voz                    |
| 2016        | Brad Neely's Harg Nallin' Sclopio Peepio  |                            |                               | Personaje capitular                         |
| 2016        | New Girl                                  | FOX                        | Gina Linetti                  | Artista invitada                            |
| 2016        | Bad Guys                                  |                            | Amante                        | Personaje capitular, voz                    |
| 2017        | Girls                                     | HBO                        | Chelsea                       | Personaje capitular                         |
| 2016 - 2018 | Future-Worm!                              | Disney XD                  | Ennuisha                      | Voz                                         |
| 2017 - 2018 | Big Mouth                                 | Netflix                    | Mónica (voz)                  | Voz                                         |
| 2018        | Alone Together                            | Freeform                   | Tamra                         | Personaje capitular                         |
| 2018        | Another Period                            | Comedy Central             | Reportera                     | Personaje capitular                         |
| 2018        | Inside Jokes                              |                            | Ella misma                    | 4 episodios                                 |
| 2013 – 2019 | Brooklyn Nine-Nine                        | FOX / NBC                  | Gina Linetti                  | Personaje principal                         |
| 2018 - 2019 | American Dad!                             | TBS                        | Dorothy / Angie               | 2 episodios, voz                            |
| 2019        | Los Simpsons                              | FOX                        | Piper                         | Personaje capitular, voz                    |
| 2019        | Harvey Street Kids                        | Netflix                    | Maria                         | Voz                                         |
| 2020        | Search Party                              | HBO Max                    | Patsy Monahan                 | Personaje capitular                         |
| 2021        | Brooklyn Nine-Nine                        | NBC                        | Gina Linetti                  | Invitada especial; episodio: "The Last Day" |

### Web
| Año  | Título                             | Crédito                         | Función    | Notas            |
| ---- | ---------------------------------- | ------------------------------- | ---------- | ---------------- |
| 2009 | Chelsea Peretti's All My Exes      | Creadora                        | Ella Misma | 6 episodios      |
| 2014 | Chelsea Peretti: One of the Greats | Escritora, productora ejecutiva | Ella Misma | Netflix Especial |

### Videojuegos
| Año  | Título              | Función              | Notas |
| ---- | ------------------- | -------------------- | ----- |
| 2008 | Grand Theft Auto IV | Lori Williams -Jones | Voz   |